# Districte de Ranchi
El districte de Ranchi és una divisió administrativa de Jharkhand, a l'Índia. La capital és la ciutat de Ranchi. La superfície és de 7.574 km² i la població al cens del 2001 de 2.785.064 habitants.

## Administració
El districte està format per dues subdivisions i catorze blocs (blocks) de desenvolupament:
- Ranchi
  - Angara
  - Burmu
  - Bero
  - Chanho
  - Kanke
  - Lapung
  - Mandar
  - Namkum
  - Ormanjhi
  - Ratu
  - Silli
- Bundu 
  - Bundu
  - Sonahatu
  - Tamar.

## Història
Antigament tota la regió era possessió indiscutida dels oraons i mundes i anomenaven al país Jharkhand (Terra de Selva); posteriorment les tribus aborígens foren dominades per la família Nagbansi, el primer membre de la qual, Phani Mukuta Rai, segons la tradició mitològica va néixer a Sutiamba, prop de Pithauria, 15 km al nord de Ranchi i era fill de la filla del braman Parati i d'una deïtat serp. Això no se sap quan va passar però se cert que els aborígens per submissió voluntària o per conquesta van passar a estar dominats per rages de la família Nagbansi i així van seguir fins a l'establiment del poder musulmà el 1585.
En aquest any Akbar va enviar una força que va sotmetre al raja de Kokrah o de Chota Nagpur, territori llavors cèlebre pels diamants que es trobaven als seus rius; el domini musulmà no fou molt efectiu i es limitava a algunes expedicions des del sud de Bihar per recaptar tribut, retornant immediatament. Jahangir al segle següent va enviar una força important sota Ibrahim Khan, governador de Bihar, i va capturar al 45è raja de Kokrah, que va portar captiu a Delhi i després fou enviat a Gwalior on va restar durant 12 anys sent finalment reinstal·lat a Kokrah a canvi d'un tribut acordat.
Aquesta situació es va mantenir fins a l'arribada dels marathes al segle xviii. El 1765 després de les seves victòries a Buxar i Plassey, els britànics van obtenir el diwan (govern) de Bengala, Bihar, Orissa i Chhota Nagpur. El 1772 els britànics van signar un acord amb el maharajà de la nissaga Naghansi però després d'un essaig d'administració el territori fou annexionat com altres districtes vers el 1816 o 1817 i posat sota administració del governador del districte de Ramgarh (després districte d'Hazaribagh) com a zamindari.
Mentre gran part del domini havia sortit del domini dels sobirans que en el curs dels segles van concedir territoris diversos, per manteniment de familiars {khorposh), per serveis militars (jagirs), per favorits polítics o domèstics; algun no tenien simpatia pels aborígens i només es volien explotar al màxim; altres van caure en problemes financers i van vendre els territoris als anomenats dikkus o aventurers estrangers. Totes les tinences de terra tenien aquest origen i es podien classificar en quatre grups: les terres del Raja de Chhota Nagpur (Chotanagpur); los possessions dels dependents dels maharajàs tingudes per rages subordinats; les terres per manteniment de prínceps de la casa reial i per nobles obligats a serveis diversos; i les terres cedides per cultiu. La segona i tercera classe eren tingudes per un sistema successori propi del país conegut com a putra-putradik, que permetia la reassumpció en cas de mancar hereus. El raja de Chhota Nagpur es regia per successió per primogenitura i els estats per manteniment es donaven als seus parents fora de la branca sènior. Les donacions per serveis eren: baraik (serveis militars) al cap d'una milicia; bhuiya, similar al sud-oest del districte; ohdur, als diwans; ghatwal, per garantir el pas; i altres com brahmottar, als bramans, i dehottar per serveis religiosos; la terra estava en ryoti (cultiu ordinari, terres anomenades rajhes), terres privades o manjhihes (entre altres).
Progressivament el conflicte entre els terratinents d'origen exterior i els posseïdors aborígens es va accentuar; els mundes es van revoltar una primera vegada el 1811, i després dues vegades més el 1820 i 1831. La darrera fou la revolta més important i va ser necessària per suprimir-la la intervenció d'un fort contingent militar britànic incloent cavalleria. El control des de Ramgarh es mostrava poc efectiu i després de la supressió de la revolta el 1832, l'any següent Chota Nagpur amb Dhalbhum va formar una subprovíncia separada coneguda com a Agència de la Frontera del Sud-oest sota autoritat d'un agent del governador general ajudat per un primer ajudant (Senior Assistant) i un segon (Junior Assistant); dins d'aquesta província el districte de Ramgarh fou suprimit i es van crear subdivisions que després foren el districte de Lohardaga (que incloïa el zamindari de Ranchi i el futur districte de Palamau), el districte d'Hazaribagh (resta del de Ramgarh) i el districte de Manbhum (al que es va agregar part dels Jungle Mahals); una part del districte suprimit fou agregada als districtes de Gaya i Monghyr). El Senior Assistant tenia el govern de Lohargada, en una posició equivalent al del posterior subcomissionat de Ranchi. Lohardaga estava situada a poc més de 70 km a l'oest de Ranchi i va ser capital fins al 1840 quan es va traslladar a Ranchi.
El 1854 el sistema de govern fou altre cop alterat i l'agència de la Frontera del Sud-oest va esdevenir Chhota Nagpur, que va formar una subprovíncia sense regulació sota un comissionat, amb subcomissionats pels districtes.
En el motí de 1857 el raja de Chhota Nagpur es va mantenir lleial encara que el batalló de Ramgarh a Ranchi es va amotinar i algunes branques dels rages Nagbansis es van unir a la revolta, sent el principal cap rebel el zamindar de Barkagarh; el 1858 aquest zamindari fou confiscat i va passar a l'estat.
Posteriorment i amb l'excepció de puntuals mostres de descontentament dels mundes al sud i sud-est, cap gran esdeveniment va alterar la vida normal al districte. El conflicte amb els mundes va començar amb uns anys d'agitació dels anomenats sardars o líders entre 1885 i 1899; els britànics els acusaven de voler viure del poble i d'estar manipulat per alguns missioners alemanys. El 1892 la subdivisió de Palamau fou erigida en districte separat.
El 1899 el districte, que tenia capital a Ranchi des de feia 60 anys però conservava el nom de Lohargada, va adoptar el nom de districte de Ranchi. Fou part de la subprovíncia o divisió (Comissionariat) de Chhota Nagpur i tenia aleshores una superfície de 18.462 km², estant format per dos altiplans: el més gran al nord i oest amb uns 600 metres d'altura mitjana ocupa dos terços del districte; el més petit és també més baix i es troba a l'est i sud i l'altura mitjana són 300 metres. El punt més alt del districte era la muntanya Saru amb 1.121 metres situada a uns 20 km a l'oest de la ciutat de Lohardaga; els altiplans són prims excepte a la vall de Sinapet al sud-est. Al districte hi havia belles cascades destacant les de Hundrughagh al riu Subarnarekha a uns 45 km a l'est de Ranchi; altres a considerar eren les Dasamghagh prop de Bundu, les dues Peruaghaghs, i la cascada de Sadnighagh al riu Sankh al costat de l'altipla de Rajdera i la plana de Barwe. Els rius principals eren:
- Subarnarekha 
  - Kokro
  - Kanchi
  - Karkar
- South Koel o Koel del Sud, que s'uneix al Sankh.
- Sankh, que forma el Brahmani
- North Koel o Koel del Nord, que s'uneix al riu Son a l'altiplà de Rohtas.

La població era: 
- 1872: 813.318
- 1881: 1.058.169
- 1891: 1.128.885
- 1901: 1.187.925

Administrativament estava format des de 1902 per dues subdivisions i el 1905 es va afegir una tercera: 
- Ranchi
- Gumla
- Khuntu (creada el 1905 segregada de la de Ranchi).

La subdivisió de Ranchi tenia el 1905 uns 6.128 km² i una població de 527.829 habitants però anteriorment eren 9.081 km² i 753.236 habitants. Dins la subdivisió hi havia les ciutats de Ranchi (25.970 habitants el 1901) i Lohardaga (6.123) i 1.417 pobles.
Les ciutats principals eren Ranchi, la capital, Lohardaga, anterior capital, Bundu i Palkot.
Es parlaven principalment la llengua hindi (42%) i llengües kolàries (30% destacant el mundari i el khària), altres eren el kurukh o oraon, considerada llengua dravídica. Per religions el 40% eren hindis, el 46% animistes, el 3% musulmans i el 10% musulmans. Per tribus les principals eren els oraons (279.000), els mundes (236.000) i els khàries (41.000). Per castes destacaven els kurmis, ahirs o goales i lobars.
Finalment el 1899 va esclatar al revolta dels mundes dirigida per Birsa Munda, que es presentava com un líder sant amb poders miraculosos; el moviment, mancat de cohesió, fou fàcilment reprimit, el seu cap capturat i empresonat morint de còlera a la presó de Ranchi.
El 1912 Chhota Nagpur va quedar dins la província de Bihar i Orissa i el 1936 quan les dues parts es van separar va formar part de Bihar amb el que va entrar a l'Índia el 1947. El 2000 fou un dels districtes del nou estat de Jharkhand. La ciutat de Ranchi va esdevenir capital de l'estat.
El 12 de setembre de 2007, la subdivisió de Khunti (formada per sis blocs) fou erigida en districte separat.

## Arqueologia
- Doisanagar, a 60 km al sud-oest de Ranchi, amb les ruïnes d'un palau del segle xvii construït pel Maharaja Ram Sahi Deo i el seu germà Kuar Gokhal Nath Sahi Deo; també inclou mitja dotzena de temples pel culte de Mahadeo i Ganesh.

- Fortalesa de l'antic raja de Jashpur (un dels sobirans sotmesos pels mogols) a Getalsud, prop de Jashpur.

- Temple de Chutia a la part oriental de Ranchi.

- Chokahatu, o "Vila de dol" al sud-est del districte, famosa pel seu gran cementiri usat per musulmans i mundes.